# Ranunculus sinovaginatus
Ranunculus sinovaginatus W.T. Wang – gatunek rośliny z rodziny jaskrowatych (Ranunculaceae Juss.). Występuje endemicznie w południowych Chinach – w południowych częściach Gansu i Shaanxi, w zachodnim Syczuanie oraz w północno-zachodniej części Junnanu. 

## Morfologia
PokrójBylina o lekko owłosionych pędach. Dorasta do 2–30 cm wysokości.
LiścieW zarysie mają kształt od owalnego do pięciokątnego, złożone z segmentów romboidalnych i trójdzielnych lub potrójnie klapowanych. Mierzą 1–4 cm długości oraz 1,5–7,5 cm szerokości. Ogonek liściowy jest lekko owłosiony i ma 3–9,5 cm długości.
KwiatySą pojedyncze. Pojawiają się na szczytach pędów. Mają żółtą barwę. Dorastają do 11–15 mm średnicy. Mają 5 owalnych działek kielicha, które dorastają do 4–6 mm długości. Mają 5 płatków o kształcie od odwrotnie owalnego do elipsoidalnego i długości 6–11 mm.

## Biologia i ekologia
Rośnie w lasach i na terenach trawiastych. Występuje na wysokości od 1500 do 3200 m n.p.m. Kwitnie od kwietnia do września. 